# La noche del cine español
La noche del cine español fue un programa de cine dirigido por Fernando Méndez-Leite y emitido por Televisión Española por su cadena La 2 entre 1984 y 1986.

## Formato
El programa consistía en la emisión de un largometraje español, precedido de la emisión de un documental con una duración aproximada de 75 minutos, sobre la época y los actores en la que la película fue rodada.

## Historia
Con el nombramiento de Fernando Méndez-Leite como director general del Instituto de la Cinematografía y de las Artes Audiovisuales, abandonó el cargo y fue sustituido por Antonio de García y María Bardem a partir del febrero de 1986. Las discrepancias entre ambos provocaron que el programa fuera cancelado en junio de 1986, con la emisión del programa 92, en el que se emitió la película Muerte de un ciclista.